# Xylopia langsdorfiana
Xylopia langsdorfiana St.Hilaire & Tulasne – gatunek rośliny z rodziny flaszowcowatych (Annonaceae Juss.). Występuje naturalnie w południowo-wschodniej Brazylii, w stanach Pará, Bahia, Rio de Janeiro, São Paulo oraz Parana.

## Morfologia
PokrójZimozielone drzewo lub krzew dorastające do 3–10 m wysokości. Gałęzie mają kolor od pomarańczowoczerwonego do purpurowobrązowego. Młode pędy są owłosione.
LiścieMają kształt od eliptycznie lancetowatego do eliptycznego. Mierzą 6–44 cm długości oraz 2,5–5,5 szerokości. Nasada liścia jest ostrokątna lub zbiega po ogonku. Wierzchołek jest spiczasty. Ogonek liściowy jest nagi i dorasta do 0,5–4 cm długości.
KwiatySą pojedyncze. Rozwijają się w kątach pędów. Działki kielicha mają deltoidalny kształt i dorastają do 5 mm długości. Mają 6 owalnie lancetowatych płatków. Są białawego koloru. Dorastają do 1–1,5 cm długości.
OwoceZłożone z 2–9 rozłupni. Osiągają 9–20 mm długości oraz 6–9 mm średnicy.